# Pleumartin
Pleumartin – miejscowość i gmina we Francji, w regionie Nowa Akwitania, w departamencie Vienne.
Według danych na rok 1990 gminę zamieszkiwały 1 154 osoby, a gęstość zaludnienia wynosiła 48 osób/km² (wśród 1467 gmin regionu Poitou-Charentes, Pleumartin plasuje się na 260. miejscu pod względem liczby ludności, natomiast pod względem powierzchni na miejscu 282.).